# Central hidroeléctrica reversible

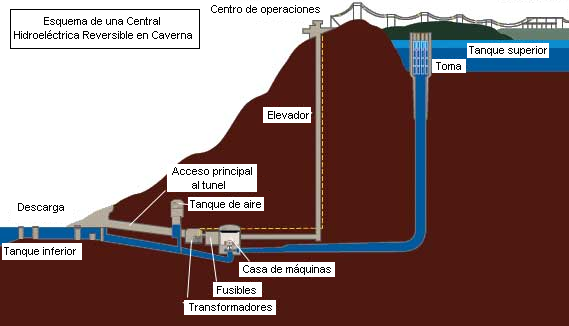
Esquema de una central hidroeléctrica reversible en caverna.

Una central hidroeléctrica reversible, o central de bombeo, es una central hidroeléctrica que además de poder transformar la energía potencial del agua en electricidad, tiene la capacidad de hacerlo a la inversa, es decir, aumentar la energía potencial del agua (por ejemplo subiéndola a un embalse) consumiendo para ello energía eléctrica. De esta manera puede utilizarse como un método de almacenamiento de energía (una especie de batería gigante). Contribuye de ese modo al equilibrado de carga de la red, es decir, satisfacer la demanda energética en horas pico y almacenar energía en horas valle.
El almacenamiento de energía por bombeo permite que la energía de fuentes intermitentes (como la solar o la eólica) y otras renovables, o el exceso de energía de fuentes de carga de base continua (como el carbón o la nuclear), sean guardados para períodos de mayor demanda.

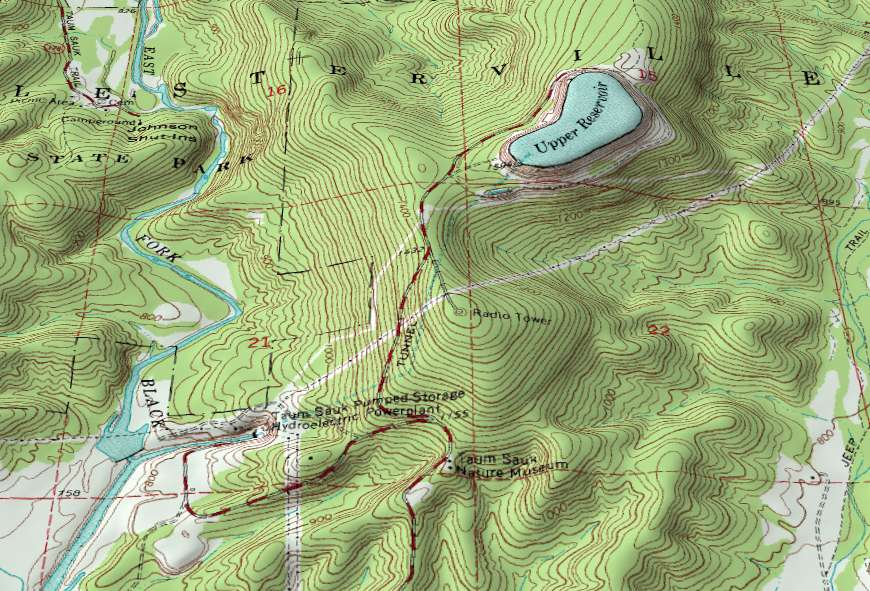
Mapa topográfico en relieve de la planta de almacenamiento por bombeo de Taum Sauk en Misuri

Aunque lo habitual es que estas centrales turbinen/bombeen el agua entre dos embalses a distinta altura, existe un caso particular llamado centrales de bombeo puro donde el embalse superior se sustituye por un gran depósito cuya única aportación de agua es la que se bombea del embalse inferior.

## Introducción
La demanda eléctrica varía constantemente y es necesario que las centrales eléctricas generen la energía demandada en cada instante. Existen centrales que debido a la tecnología de generación que emplean, no pueden variar fácilmente la energía generada (centrales nucleares), mientras que otras centrales (centrales térmicas convencionales) tienen diversas restricciones técnicas y económicas sobre estas variaciones. Las centrales hidroeléctricas son una de las tecnologías que menores restricciones presentan a la variación de carga.
Estas centrales se integran en el sistema de "almacenamiento energético en red" ayudando a adaptar la generación a la curva de la demanda con lo que se reducen las variaciones de energía que tienen que realizar las tecnologías menos apropiadas para ello; de este modo las centrales reversibles bombearían en las horas valle, y turbinarían en las horas pico.
La eficiencia energética de la acumulación por bombeo varía entre el 70 % y el 80 %, con algunas fuentes que afirman hasta el 87 %. La principal desventaja de las centrales reversibles es la naturaleza especializada del sitio requerido, que requiere tanto de altura geográfica como de disponibilidad de agua.

## Principio básico
En momentos de baja demanda eléctrica, se utiliza el exceso de capacidad de generación para bombear agua al depósito superior. Cuando hay una mayor demanda, el agua se libera de nuevo en el depósito inferior a través de una turbina, generando electricidad. Los conjuntos reversibles de turbina/generador actúan como una unidad combinada de bomba y generador de turbina (normalmente un diseño de turbina Francis).[cita requerida] En las aplicaciones de microalmacenamiento por bombeo, se podría implementar un grupo de bombas y una bomba como turbina respectivamente para las fases de bombeo y generación. La misma bomba podría utilizarse en ambos modos cambiando la dirección y la velocidad de rotación.

## Tipos: depósitos naturales o artificiales
En los sistemas de circuito abierto, las plantas de almacenamiento por bombeo puro almacenan el agua en un depósito superior sin entradas naturales, mientras que las plantas de bombeo utilizan una combinación de almacenamiento por bombeo y plantas hidroeléctricas convencionales con un depósito superior que se repone en parte por las entradas naturales de un arroyo o río. Las plantas que no utilizan almacenamiento por bombeo se denominan plantas hidroeléctricas convencionales; las plantas hidroeléctricas convencionales que tienen una capacidad de almacenamiento importante pueden desempeñar una función similar en la red eléctrica que el almacenamiento por bombeo, aplazando la producción hasta que se necesite. 

### Eficiencia económica
Teniendo en cuenta las pérdidas por evaporación de la superficie del agua expuesta y las pérdidas de conversión, se puede lograr una recuperación de energía del 70-80 % o más. Esta técnica es actualmente el medio más rentable de almacenar grandes cantidades de energía eléctrica, pero los costos de capital y la presencia de una geografía apropiada son factores de decisión críticos en la selección de los sitios de las plantas de almacenamiento por bombeo.

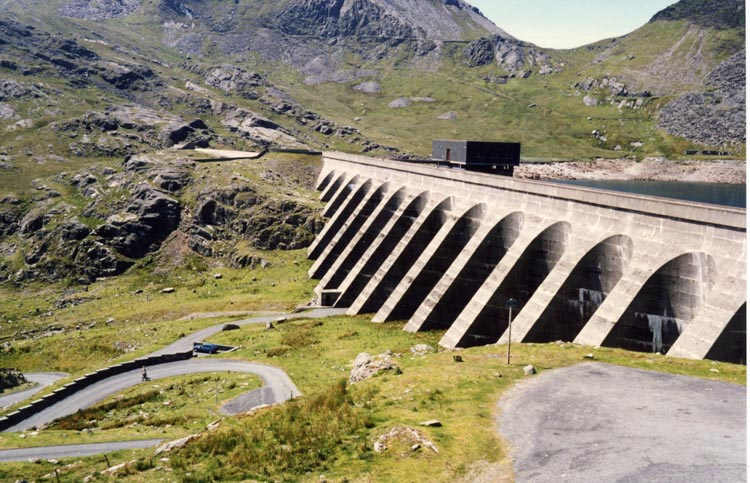
Esquema de almacenamiento por bombeo de Festiniog en el Norte de Gales. La central inferior tiene cuatro turbinas de agua que generan 360 MW de electricidad a los 60 segundos de existir una necesidad.

La densidad energética relativamente baja de los sistemas de almacenamiento por bombeo requiere grandes flujos y/o grandes diferencias de altura entre los depósitos. La única forma de almacenar una cantidad significativa de energía es tener una gran masa de agua situada relativamente cerca y lo más arriba posible de una segunda masa de agua. En algunos lugares esto ocurre naturalmente, en otros una o ambas masas de agua son creadas por el hombre. Los proyectos en los que ambos reservorios son artificiales y en los que no hay entradas naturales en ninguno se denominan sistemas de "circuito cerrado".
Estos sistemas pueden ser económicos porque nivelan las variaciones de carga en la red eléctrica, permitiendo que las centrales térmicas como las centrales de carbón y las centrales nucleares, que proporcionan electricidad de carga de base, sigan funcionando con la máxima eficiencia al tiempo que reducen la necesidad de centrales eléctricas "de punta" que utilizan los mismos combustibles que muchas centrales térmicas de carga de base, el gas y el petróleo, pero han sido diseñadas para la flexibilidad y no para la máxima eficiencia. Por lo tanto, los sistemas de almacenamiento por bombeo son cruciales para la coordinación de grandes grupos de generadores heterogéneos. Los costos de capital de las plantas de almacenamiento por bombeo son relativamente altos, aunque esto se ve mitigado en cierta medida por su larga vida útil de hasta 75 años o más.
Junto con la gestión de la energía, los sistemas de almacenamiento por bombeo ayudan a controlar la frecuencia de la red eléctrica y proporcionan generación de reservas. Las centrales térmicas son mucho menos capaces de responder a los cambios repentinos en la demanda eléctrica, lo que puede causar inestabilidad en la frecuencia y el voltaje. Las plantas de almacenamiento por bombeo, como otras plantas hidroeléctricas, pueden responder a los cambios de carga en cuestión de segundos.

## Historia
El primer uso del almacenamiento por bombeo fue en la década de 1890 en Italia y Suiza. En la década de 1930 se disponía de turbinas hidroeléctricas reversibles. Estas turbinas podían funcionar tanto como generadores de turbina como en reversa como bombas accionadas por motores eléctricos. Lo último en tecnología de ingeniería a gran escala son máquinas de velocidad variable para una mayor eficiencia. Estas máquinas operan en sincronización con la frecuencia de la red al generar, pero funcionan asincronizados (independiente de la frecuencia de la red) cuando se bombea.
El primer uso de almacenamiento por bombeo en los Estados Unidos fue en 1930 por la Compañía Eléctrica y de Energía de Connecticut, utilizando un gran depósito ubicado cerca de New Milford, Connecticut, bombeando agua del río Housatonic al depósito de almacenamiento 70 m más arriba.

## Tecnologías potenciales

### Agua de mar
Las plantas de almacenamiento por bombeo pueden funcionar con agua de mar, aunque existen problemas adicionales en comparación con el uso de agua dulce. Inaugurada en 1966, la central mareomotriz de Rance de Francia puede funcionar parcialmente como una central de almacenamiento por bombeo. Cuando las mareas altas se producen en las horas de menor consumo, las turbinas pueden utilizarse para bombear más agua de mar en el embalse de la que la marea alta habría traído naturalmente. Es la única central eléctrica a gran escala de este tipo.
En 1999, los 30 MW del proyecto de Yanbaru en Okinawa fue la primera demostración de almacenamiento por bombeo de agua de mar. Desde entonces ha sido desmantelada. Se ha considerado un proyecto de almacenamiento por bombeo de agua de mar de Lanai de 300 MW en Lanai, Hawái, y se han propuesto proyectos basados en agua de mar en Irlanda. Un par de proyectos propuestos en el Desierto de Atacama en el norte de Chile utilizarían 600 MW de energía solar fotovoltaica (Cielos de Tarapacá) junto con 300 MW de almacenamiento por bombeo (Espejo de Tarapacá) elevando el agua de mar 600 m por un acantilado costero.

## Depósitos subterráneos
Se ha investigado el uso de los depósitos subterráneos. Entre los ejemplos recientes figuran el proyecto Summit propuesto en Norton (Ohio), el proyecto Maysville propuesto en Kentucky (mina de caliza subterránea) y el proyecto Mount Hope en Nueva Jersey, que habría utilizado una antigua mina de hierro como depósito inferior. El almacenamiento de energía propuesto en el sitio de Callio en Pyhäjärvi (Finlandia) utilizaría la mina más profunda de Europa, con una diferencia de elevación de 1450 metros. Se han propuesto varios nuevos proyectos de almacenamiento subterráneo por bombeo. Las estimaciones del costo por kilovatio de estos proyectos pueden ser inferiores a las de los proyectos de superficie si utilizan el espacio de la mina subterránea existente. Existen oportunidades limitadas que involucran un espacio subterráneo adecuado, pero el número de oportunidades de almacenamiento subterráneo por bombeo puede aumentar si las minas de carbón abandonadas resultaran ser adecuadas.
En Bendigo, Victoria (Australia), el Grupo de Sostenibilidad de Bendigo ha propuesto el uso de las antiguas minas de oro de Bendigo para el almacenamiento de energía hidroeléctrica por bombeo. Bendigo tiene la mayor concentración de minas en roca dura de pozos profundos en todo el mundo con más de 5000 pozos bajo Bendigo realizados en la segunda mitad del siglo XIX. El pozo más profundo se extiende 1406 metros verticalmente bajo tierra. Un reciente estudio de prefactibilidad ha demostrado que el concepto es viable con una capacidad de generación de 30 MW y un tiempo de funcionamiento de 6 horas utilizando un salto de agua de más de 750 metros.

## Depósitos submarinos
En marzo de 2017 el proyecto de investigación StEnSea (Almacenamiento de energía en el mar) anunció que habían completado con éxito una prueba de cuatro semanas de un depósito submarino de almacenamiento por bombeo. En esta configuración, una esfera hueca sumergida y anclada a gran profundidad actúa como el depósito inferior, mientras que el depósito superior es el cuerpo de agua que lo encierra. La electricidad se crea cuando el agua entra a través de una turbina reversible integrada en la esfera. Durante las horas de menor consumo la turbina cambia de dirección y bombea el agua de nuevo, utilizando el "excedente" de electricidad de la red. La cantidad de energía creada cuando se deja entrar el agua crece proporcionalmente a la altura de la columna de agua sobre la esfera, en otras palabras: cuanto más profunda es la esfera, más energía potencial puede almacenar, que puede ser transformada en energía eléctrica. Por otro lado, bombear el agua a mayores profundidades también consume más energía, ya que la bomba de turbina debe actuar sobre toda la columna de agua.
Por lo tanto, la capacidad de almacenamiento de energía del depósito sumergido no está regida por la energía gravitacional en el sentido tradicional, sino por la variación de la presión vertical.
Aunque la prueba de StEnSea tuvo lugar a una profundidad de 100 m en el lago de agua dulce de Constanza, se prevé que la tecnología se utilice en agua salada a mayores profundidades. Como el depósito sumergido sólo necesita un cable eléctrico de conexión, la profundidad a la que puede emplearse está limitada únicamente por la profundidad a la que puede funcionar la turbina, actualmente limitada a 700 m. El reto de diseñar el almacenamiento por bombeo de agua salada en esta configuración submarina aporta una serie de ventajas: 
- No se requiere ninguna superficie de tierra.
- Ninguna estructura mecánica, excepto el cable eléctrico, necesita cubrir la distancia de la diferencia de energía potencial,
- En presencia de una superficie suficientemente amplia del fondo marino se puede ampliar la capacidad de almacenamiento sin límites con múltiples depósitos.
- Si un embalse colapsara, las consecuencias serían limitadas, aparte de la pérdida del propio embalse,
- La evaporación del depósito superior no tiene ningún efecto en la eficiencia de la conversión de energía,
- La transmisión de electricidad entre el embalse y la red puede establecerse desde un parque eólico marino cercano, lo que limita las pérdidas de transmisión y evita la necesidad de permisos de cableado en tierra.

Un diseño comercial actual con una esfera de un diámetro interior de 30 m sumergida a 700 m correspondería a una capacidad de 20 MWh que con una turbina de 5 MW daría lugar a un tiempo de descarga de 4 horas. Un parque energético con múltiples depósitos de este tipo llevaría el costo de almacenamiento a unos pocos céntimos de euro por kWh con costos de construcción y equipamiento en el rango de 1200 a 1400 euros por kW. Para evitar costos de transmisión y pérdidas excesivas, los reservorios deberían colocarse frente a las costas de aguas profundas de zonas densamente pobladas, que suelen ser las costas de bordes de placas de subducción, como las costas de Chile, Perú, Ecuador o Colombia y siguiendo más al norte del Oeste americano hasta Vancouver. Pero igualmente las costas de Indonesia. Otros lugares como Noruega, España, Italia, EE. UU. y Japón. Con esta limitación el concepto permitiría el almacenamiento de cerca de 900 GWh electricidad en todo el mundo.
A modo de comparación, un almacenamiento tradicional por bombeo basado en la gravedad, capaz de almacenar 20 MWh en un depósito de agua del tamaño de una esfera de 30 m necesitaría un cabezal hidráulico de 519 m con la elevación abarcada por una tubería de agua presurizada que requiere típicamente una colina o montaña como soporte.

### Uso en casa
Utilizando un sistema de almacenamiento por bombeo de cisternas y pequeños generadores, el sistema pico hydro también puede ser eficaz para los sistemas de generación de energía doméstica de "circuito cerrado".

## Partes de una central hidroeléctrica reversible

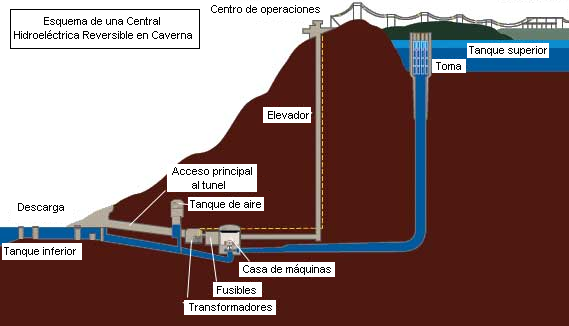
Esquema de una central hidroeléctrica reversible en caverna.

La central hidroeléctrica reversible está conformada por:
- Un embalse situado al pie de la central.
- Un embalse situado a mayor altura que será al que se bombeará el agua.
- Una central hidroeléctrica reversible que será la encargada de turbinar/bombear el agua entre los dos embalses. La central estará formada por un conjunto de turbinas (normalmente turbinas Francis) y generadores (normalmente síncronos), para producir la energía eléctrica.

En el caso de las centrales de bombeo puro, el embalse superior consistirá en un depósito elevado de la capacidad suficiente para funcionar durante 4 a 6 horas. Si es posible, es mejor que este depósito sea como una caverna, de esta manera se evita la evaporación de agua con alta energía potencial.

### Procedimiento
Es preferible (casi imprescindible) que tanto las bombas como las turbinas funcionen a potencia y caudal nominal. De este modo en las horas valle, de mínima demanda energética, todas las bombas están encendidas, bombeando agua hacia el embalse superior; a medida que la demanda va creciendo se van apagando bombas.
Cuando empieza la hora pico, todas las bombas están apagadas y se empiezan a encender turbinas. En momentos de máxima demanda todas las turbinas pueden estar funcionando.
De esta manera la gráfica de la demanda energética es muy parecida a la gráfica de bombeo-generación de una central hidroeléctrica reversible solo que esta última es "dentada" debido al componente discreto de las bombas.
Las centrales hidroeléctricas reversibles, tienen un menor rendimiento cuando están funcionando como bombas que cuando están funcionando como turbinas.

### Lista de algunas Centrales reversibles de Acumulación por Bombeo
Alemania
- Central eléctrica de Witznau en el valle del río Schwarza en la Selva Negra Meridional

 Argentina
- Complejo Hidroeléctrico Río Grande (Provincia de Córdoba) 750 MW (977 GWh/año)
- Los Reyunos (Provincia de Mendoza) 224 MW

 Austria
- Kraftwerk Kaprun (Provincia de Kaprun en Austria)

 España
- La Muela I (Valencia) 630 MW (825 GWh/año) / 555 MW en bombeo
- La Muela II (Valencia) 850 MW (800 GWh/año) / 740 MW en bombeo
- Central de Villarino (Zamora / Salamanca) Presa de Almendra 810 MW
- Complejo del embalse de Baserca y el embalse de Llauset: componentes de salto de bombeo de Moralets (Aragón) 600MW (357 GWh/año) / 279 GWh/año en bombeo

 China
- Central eléctrica de Heimifeng en la Provincia de Hunan
- Central eléctrica Fengning, en la Provincia de Hebei